# 마낫 분참농
마낫 분참농(태국어: มนัส บุญจำนงค์, 1980년 7월 23일~)은 태국의 전직 권투 선수이다. 2004년 하계 올림픽에서 남자 라이트웰터급 금메달을 획득했고 2008년 하계 올림픽에서 남자 라이트웰터급 은메달을 획득했다. 또한 세계 선수권 대회에서 동메달 1개를 획득했다.